# Sapuciewicze
Sapuciewicze (biał. Сапуцевічы, Sapuciewiczy; ros. Сапутевичи, Saputiewiczi) – wieś na Białorusi, w obwodzie mińskim, w rejonie stołpeckim, w sielsowiecie Litwa.

## Historia
W dwudziestoleciu międzywojennym leżały w Polsce, w województwie nowogródzkim, w powiecie stołpeckim, w gminie Rubieżewicze. W 1921 miejscowość liczyła 131 mieszkańców, zamieszkałych w 23 budynkach, wyłącznie Polaków. 124 mieszkańców było wyznania rzymskokatolickiego i 7 prawosławnego.
W czasie II wojny światowej 7 mieszkańców miejscowości dołączyło do Zgrupowania Stołpeckiego Armii Krajowej.
Po II wojnie światowej w granicach Związku Sowieckiego. Od 1991 w niepodległej Białorusi.